# Dentelles de Montmirail
De Dentelles de Montmirail zijn ongebruikelijk gevormde bergtoppen dicht bij Vaison-la-Romaine in de Vaucluse. Het gebergte bestaat uit meer dan duizend smalle uitstekende pieken, waardoor het gemaakt lijkt uit 'kant' (dentelles). De hoogste top is 755 meter. Aan de voet van het gebergte liggen wijngaarden en kleine dorpjes. De Dentelles worden door een dal gescheiden van de bekende Mont Ventoux, waarvan de top echter veel hoger gelegen is.